# Comuna Cleja, Bacău
Cleja (în maghiară Klézse) este o comună în județul Bacău, Moldova, România, formată din satele Cleja (reședința), Somușca și Valea Mică.

## Așezare
Comuna se află în zona centrală a județului, pe terasele și pe colinele de pe malul drept al Siretului, în bazinul râului Cleja, afluentul celui dintâi. Este traversată de șoseaua națională DN2, care leagă Bacăul de Focșani, precum și (prin vestul comunei) de șoseaua județeană DJ119, care o leagă spre nord de Faraoani, Valea Seacă, Sărata și Bacău (unde se termină în DN11), și spre sud de Răcăciuni, Gura Văii și Onești (unde se termină în DN11A). Prin comună trece și calea ferată Bacău–Focșani, pe care nu este deservită direct de nicio stație, cea mai apropiată fiind Faraoani.

## Demografie
Componența etnică a comunei Cleja
     Români (86,47%)
     Maghiari (6,2%)
     Alte etnii (0,58%)
     Necunoscută (6,75%)
Componența confesională a comunei Cleja
     Romano-catolici (87,56%)
     Ortodocși (2,59%)
     Alte religii (2,31%)
     Necunoscută (7,54%)
Conform recensământului efectuat în 2021, populația comunei Cleja se ridică la 5.320 de locuitori, în scădere față de recensământul anterior din 2011, când fuseseră înregistrați 6.761 de locuitori. Majoritatea locuitorilor sunt români (86,47%), cu o minoritate de maghiari (6,2%), iar pentru 6,75% nu se cunoaște apartenența etnică. Din punct de vedere confesional, majoritatea locuitorilor sunt romano-catolici (87,56%), cu o minoritate de ortodocși (2,59%), iar pentru 7,54% nu se cunoaște apartenența confesională.

## Politică și administrație
Comuna Cleja este administrată de un primar și un consiliu local compus din 15 consilieri. Primarul, Petru Iștoc[*], de la Partidul Național Liberal, este în funcție din 2016. Începând cu alegerile locale din 2024, consiliul local are următoarea componență pe partide politice:
|  | Partid                                    | Consilieri | Componența Consiliului | Componența Consiliului | Componența Consiliului | Componența Consiliului |
|  | ----------------------------------------- | ---------- | ---------------------- | ---------------------- | ---------------------- | ---------------------- |
|  | Partidul Național Liberal                 | 4          |                        |                        |                        |                        |
|  | Alianța pentru Unirea Românilor           | 3          |                        |                        |                        |                        |
|  | Reînnoim Proiectul European al României   | 3          |                        |                        |                        |                        |
|  | Partidul Social Democrat                  | 2          |                        |                        |                        |                        |
|  | Uniunea Democrată Maghiară din România    | 1          |                        |                        |                        |                        |
|  | Dreptate și Respect În Europa pentru Toți | 1          |                        |                        |                        |                        |
|  | Alianța Dreapta Unită                     | 1          |                        |                        |                        |                        |

## Istorie
Componența etnică a comunei Cleja la sfârșitul secolului al XIX-lea
     Români (2%)
     Maghiari (94,1%)
     Evrei (3,6%)
     Armeni (0,3%)
La sfârșitul secolului al XIX-lea, comuna făcea parte din plasa Bistrița de Jos a județului Bacău și era formată din satele Cleja, Somușca și Valea Rea, având în total 2529 de locuitori, din care 2379 maghiari, 91 evrei, 51 români și 8 armeni. În comună funcționau o biserică ortodoxă și una catolică, ambele în satul Cleja, iar principalii proprietari de pământ erau N. Drăgoianu și C. Mihail. Anuarul Socec din 1925 consemnează comuna în plasa Răcăciuni a aceluiași județ, având în compunere satele Alexandrina, Cleja, Somușca și Valea Rea, cu 2829 de locuitori.
În 1950, comuna a fost transferată raionului Bacău din regiunea Bacău satul Valea Rea fiind rebotezat în 1964 Valea Mică. În 1968, comuna a revenit la județul Bacău, reînființat, iar satul Alexandrina a fost desființat și inclus în satul Cleja.

## Monumente istorice
Două obiective din comuna Cleja sunt incluse în lista monumentelor istorice din județul Bacău ca monumente de interes local. Unul este un sit arheologic aflat în punctul „Lanul Curții”, aflat la est de satul Cleja, între acesta și șoseaua națională, sit unde s-au găsit urmele unei așezări din Epoca Bronzului. Celălalt monument este școala din satul Cleja, ridicată în 1912 și fiind clasificată ca monument de arhitectură.

## Personalități
- Ince János Petrás (1813–1886), preot romano-catolic, călugăr minorit, culegător de folclor;
- Andrei Gherguț (1916–2000), preot romano-catolic, deținut politic; s-a aflat pentru scurt timp la conducerea Diecezei de Iași;
- András Duma-István (n. 1955), poet și publicist, activist, fondatorul unor case memoriale.